# Murmeldyr
Et murmeldyr er et pattedyr af gnaverordenen. Det tilhører egernfamilien.
Den mest kendte slags i Europa er alpemurmeldyret, Marmota marmota som lever i bjergene, for eksempel i Alperne. Men i Nordamerika er det Marmota monax (groundhog på engelsk), der er mest almindelig.

## Klassifikation
Slægt: Marmota
- Marmota marmota, Alperne (billeder)
- Marmota monax, Nordamerika
- Marmota olympus, Olympic Mountains (USA)
- Marmota caudata, langhalet murmeldyr Centralasien
- Marmota camtschatica, Kamtjatka
- Marmota menzbieri, Centralasien
- Marmota baibacina, Asien
- Marmota bobak, Eurasien
- Marmota sibirica, Sibirien
- Marmota himalayana, Himalaya
- Marmota vancouverensis, Vancouver Island
- Marmota broweri, Alaska
- Marmota caligata, Alaska
- Marmota flaviventris, Nordamerika

| Dyr | Spire Denne artikel om dyr er en spire som bør udbygges. Du er velkommen til at hjælpe Wikipedia ved at udvide den. |